# Герой Узбекистану
Звання «Герой Узбекистану» (узб. Ўзбекистон қаҳрамони, Oʻzbekiston qahramoni) — вища державна нагорода Узбекистану.
Присвоюється громадянам Республіки Узбекистан за заслуги перед державою та народом, пов'язані зі скоєнням геройського подвигу. У виняткових випадках звання «Герой Узбекистану» може бути присвоєно й особам, які не є громадянами Узбекистану.
Звання «Герой Узбекистану» надається Президентом Республіки Узбекистан. Указ про присвоєння звання публікується у пресі та інших засобах масової інформації. Особі, відзначеній званням «Герой Узбекистану», вручаються медаль «Олтін Юлдуз» та відповідний документ про присвоєння звання.

## Опис нагороди
Медаль «Олтін Юлдуз» виготовляється зі сплаву золота 750 проби та має форму восьмикінцевої зірки з гладкими двогранними променями на лицьовій стороні. Відстань між протилежними кінцями зірки 32 міліметри. У центрі медалі всередині кола діаметром 8 міліметрів розміщено півмісяць та п'ятикутну зірку, що відповідають символіці Державного герба Республіки Узбекистан. Півмісяць вписується в коло діаметром 6 міліметрів, а діаметр кола п'ятикутної зірки — 3 міліметри.
На зворотному боці в центрі медалі розташований Державний герб Республіки Узбекистан. Під гербом у нижньому промені нанесено номер медалі увігнутим шрифтом.
Медаль за допомогою вушка та кільця зі срібла з'єднується зі срібною колодкою розміром 16 х 25 міліметрів, виконаною у вигляді прямокутної форми з бічними виїмками. Внутрішня частина колодки вкрита стрічкою із кольоровими смужками Державного прапора республіки. Розмір стрічки 11×20 мм.
Колодка на звороті має шпилькове кріплення. Вага медалі 12,5 грама.

## Герої Узбекистану
Див. Список Героїв Узбекистану